# Korbászka
Korbászka (Corbasca) település és a hasonló nevű község központja Romániában, Moldvában, Bákó megyében.

## Fekvése
Bákótól délkeletre, Lespezitől északra, az A252C út mellett fekvő település.

## Nevezetességek
- Mihály arkangyal és Gábor arkangyal tiszteletére szentelt fatemploma.

## Hivatkozások

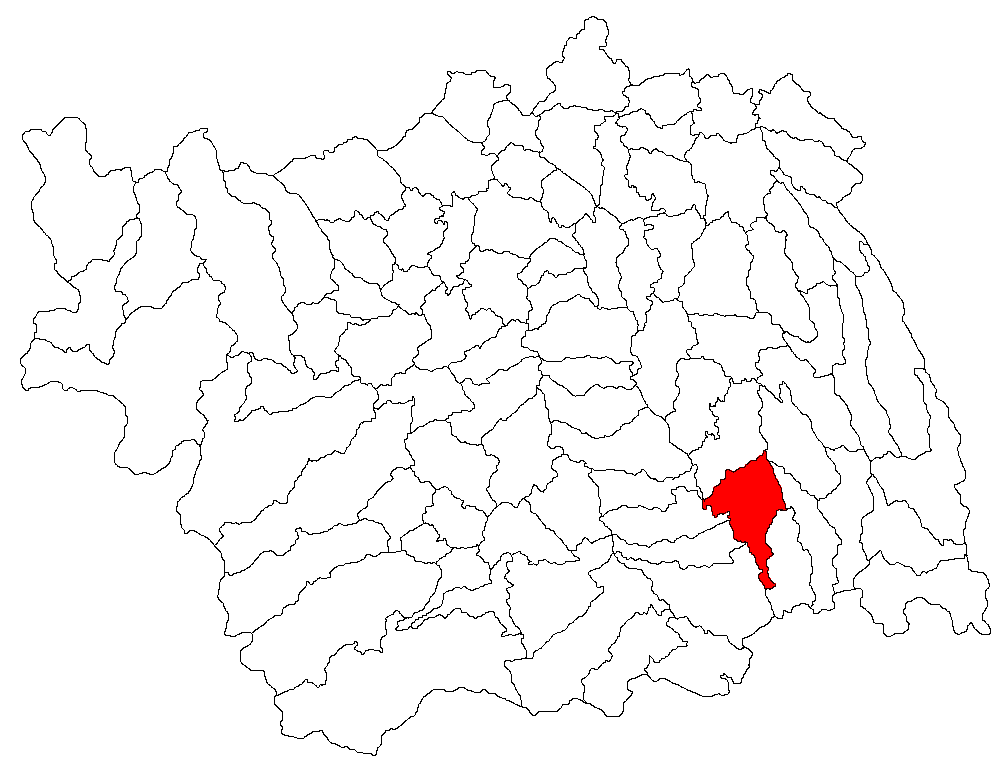
Korbászka elhelyezkedése a térképen